# Hicetas
Hicetas (em grego clássico: Ἱκέτας ou Ἱκέτης; ca. 400 a.C. — ca. 335 a.C.) foi um filósofo grego da escola pitagórica. Nasceu em Siracusa, Itália. Como seu companheiro pitagórico Ecfanto e o acadêmico Heráclides Pôntico, acreditava que o movimento diário das estrelas permanentes era causado pela rotação da Terra em torno do seu eixo.